# Territorio di Chabarovsk
Il territorio di Chabarovsk (in russo Хабаровский край?, Chabarovskij kraj) è una unità amministrativa di secondo livello della Federazione Russa, esteso nell'estremo oriente. Capoluogo del territorio è Chabarovsk; altre città importanti sono Komsomol'sk-na-Amure, Nikolaevsk-na-Amure, Amursk e Sovetskaja Gavan'.

## Storia
Il territorio di Chabarovsk venne creato il 20 ottobre del 1938, con parte del territorio dell'Estremo Oriente, un'unità amministrativa appartenente all'Impero russo che al tempo si estendeva su quasi tutta la zona dell'estremo oriente sotto il dominio imperiale comprendendo le attuali divisioni amministrative del territorio del Litorale e della oblast' di Magadan.

## Geografia fisica

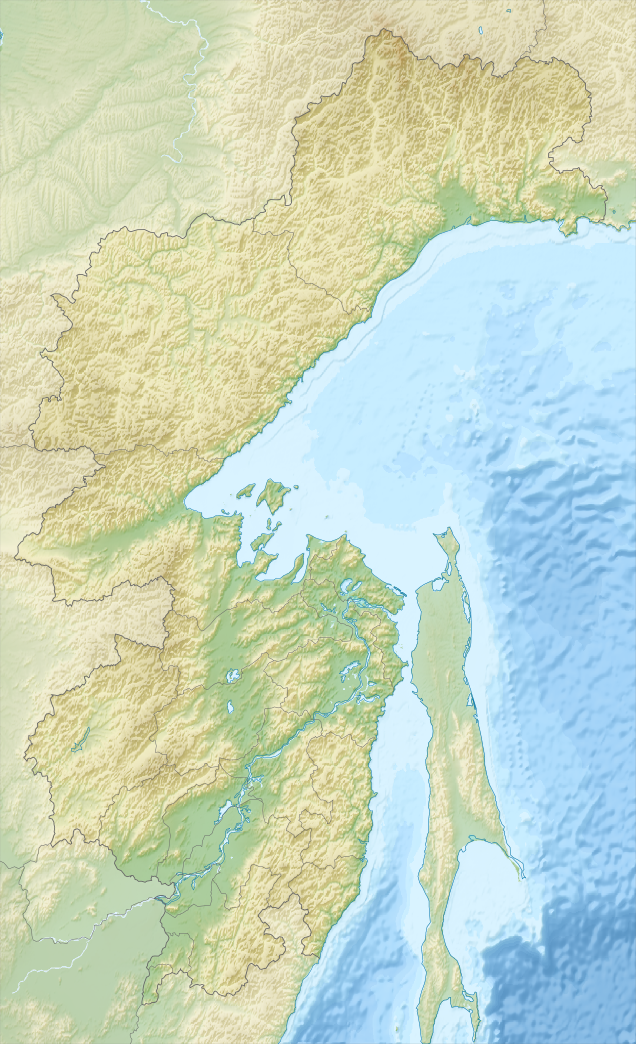
Carta fisica del territorio di Chabarovsk.

Il territorio di Chabarovsk si estende su un ampio territorio nell'estremo oriente russo, lungo le coste del mare di Ochotsk; le sue dimensioni (quasi 800.000 chilometri quadrati, circa 1.600 chilometri di estensione massima in senso latitudinale e fino a 800 in direzione est-ovest) lo rendono una delle maggiori unità amministrative della Federazione russa.
Del territorio fa parte l'isola Bol'šoj Ussurijskij, la parte occidentale della quale è stata ceduta nel 2008 alla Cina (assieme all'isola Tarabarov).

### Territorio
Il territorio di Chabarovsk si estende nella regione dell'Estremo Oriente russo, in una regione geologicamente molto movimentata. La maggior parte del territorio è occupata da catene montuose; le aree pianeggianti, di origine alluvionale, occupano una percentuale trascurabile del territorio e sono in pratica circoscritte ad alcune aree dei bacini idrografici dei maggiori fiumi.
L'estrema sezione sudorientale è occupata dalla parte settentrionale della catena dei Sichotė-Alin', situata per la maggior parte nel confinante Territorio del Litorale; questa catena, che supera di poco i 2.000 metri di quota, digrada a nord e a ovest sulla valle del basso Amur mentre ad est si abbassa rapidamente verso la costa dello stretto dei Tartari, che separa il continente dall'isola di Sachalin.
L'Amur, che scorre per tutto il suo basso corso nel territorio di Chabarovsk, dà origine all'unica zona pianeggiante di dimensioni rilevanti, estesa dal confine cinese all'incirca fino a Komsomol'sk, che viene chiamata bassopiano del medio Amur ed è la continuazione verso oriente della pianura alluvionale che occupa l'estremità orientale della Manciuria cinese. A nord della valle dell'Amur il territorio è accidentato da numerose catene montuose, fra le quali le più rilevanti sono i monti Džagdy, i monti Jam-Alin', i monti Turana e i monti della Bureja.
Nella sezione centrale si allunga la catena dei monti Džugdžur, che si salda a sud al sistema montuoso dei monti Stanovoj; i monti Džugdžur, incombenti sulla costa del mare di Ochotsk ad est, digradano invece più lentamente verso ovest in direzione della pianura della Lena, in territorio jacuto; si tratta di una rilevante catena montuosa, che si allunga per varie centinaia di chilometri; culmina poco oltre i 2.200 metri.

### Idrografia

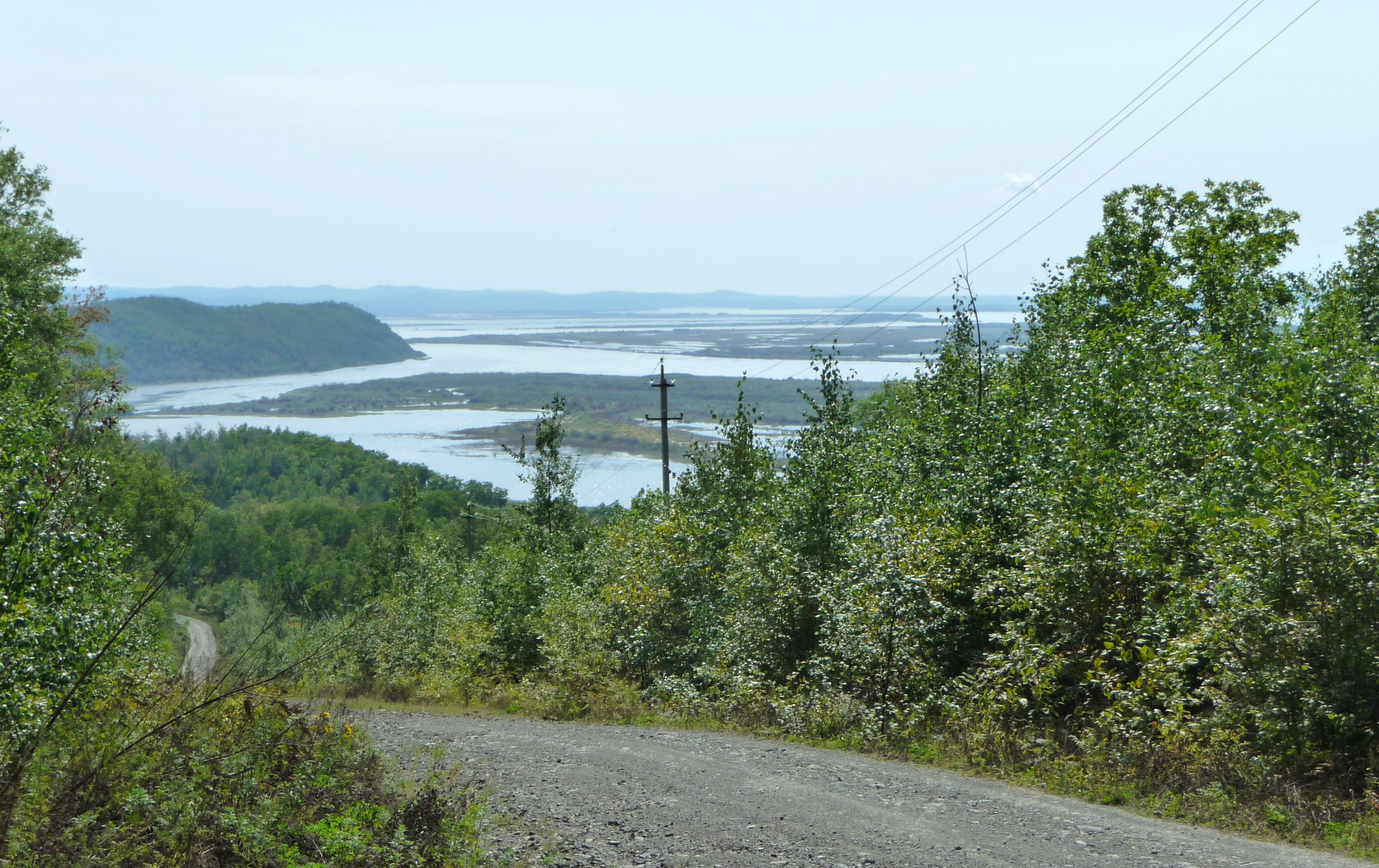
La valle dell'Amur.

Dal punto di vista idrografico il territorio di Chabarovsk è suddiviso in vari bacini idrografici, sia tributari del versante pacifico (mare di Ochotsk e mar del Giappone) che del versante artico.
Il principale fiume che interessa il territorio di Chabarovsk è l'Amur, che scorre per tutto il suo basso corso, con direzione mediamente nordorientale, dal confine cinese alla sua foce nello stretto dei Tartari, di fronte alle coste dell'isola di Sachalin. L'intera sezione meridionale del territorio di Chabarovsk appartiene al bacino idrografico di questo fiume, uno dei maggiori dell'intero continente asiatico; i maggiori suoi affluenti sono la Bureja, l'Amgun' e il Chor. Nella parte centrale del territorio il corso d'acqua di dimensioni maggiormente rilevanti è la Uda, che scorre nella parte centro-meridionale, sfociando nella baia omonima, una delle principali rientranze della linea costiera.

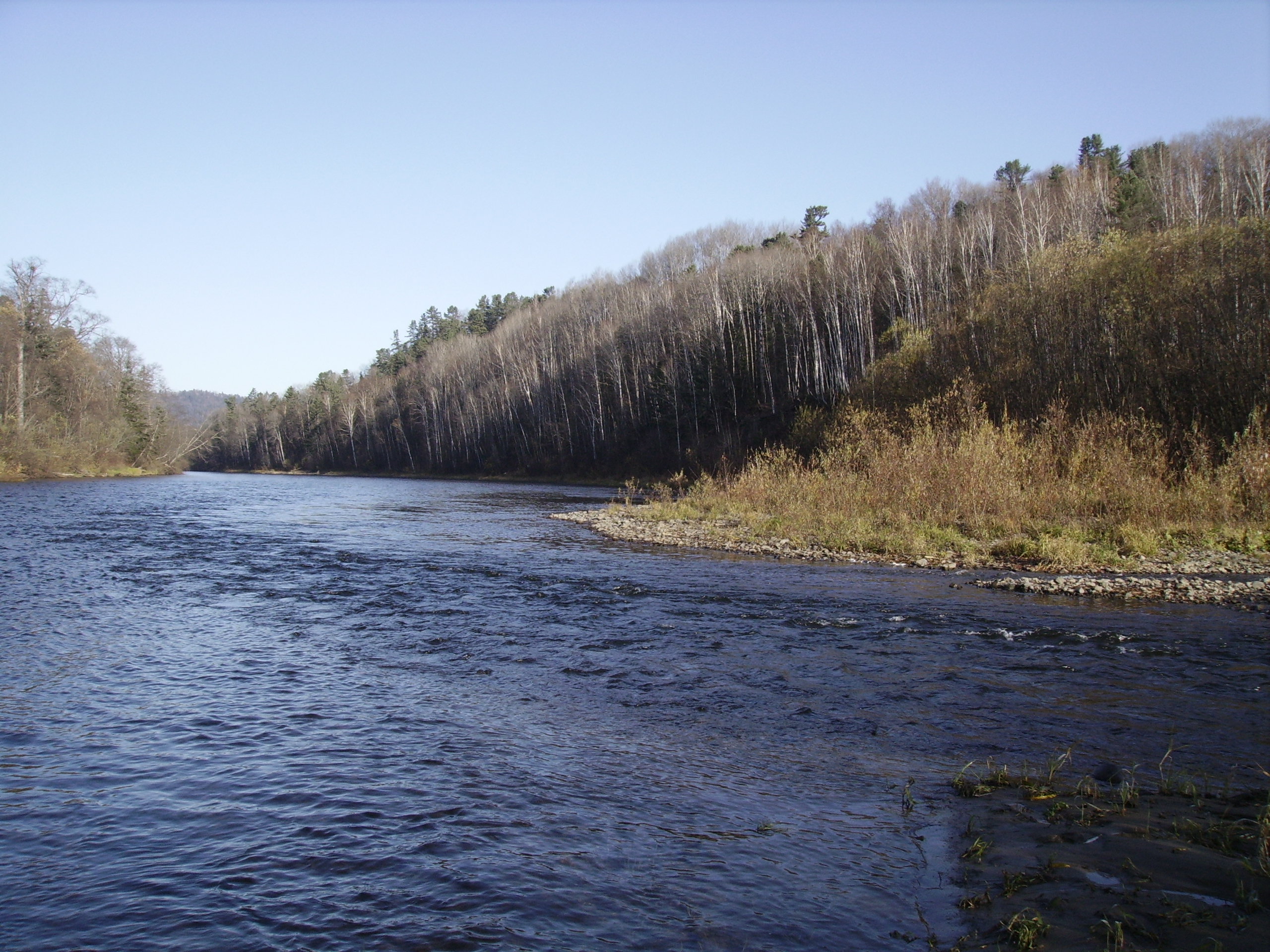
La valle del Bikin, affluente dell'Amur.

Nella parte centro-settentrionale del territorio, la catena dei monti Džugdžur rappresenta un importante spartiacque che separa i fiumi dei versanti esterni, rivolti al mare, da quelli del versante occidentale tributari indiretti della Lena, il maggior fiume della Siberia Orientale, tributario del mare di Laptev (bacino del mar Glaciale Artico). I primi, a causa della vicinanza dei monti alla costa, sono brevi e con bacini idrografici di dimensioni ridotte; i secondi sono invece di dimensioni molto più rilevanti: fra i maggiori sono la Maja e l'Učur, entrambi affluenti dell'Aldan. Una situazione analoga si osserva nell'estrema parte meridionale del Territorio, dove la catena dei Sichote-Alin' separa il più ampio e vasto bacino del basso Amur da quelli dei fiumi rivolti verso il mare del Giappone, generalmente brevi e di scarsa importanza (i maggiori sono Koppi e Tumnin).
L'intera parte settentrionale del territorio è caratterizzata da fiumi di dimensioni minori, che scorrono paralleli fra loro e generalmente perpendicolari alla linea di costa seguendo l'andamento delle numerose catene montuose; i maggiori sono Ochota, Kuchtuj, Ul'beja. L'estremità nordorientale, infine, appartiene al bacino del Kulu, affluente della Kolyma, che porta le sue acque al mar della Siberia Orientale.

### Clima

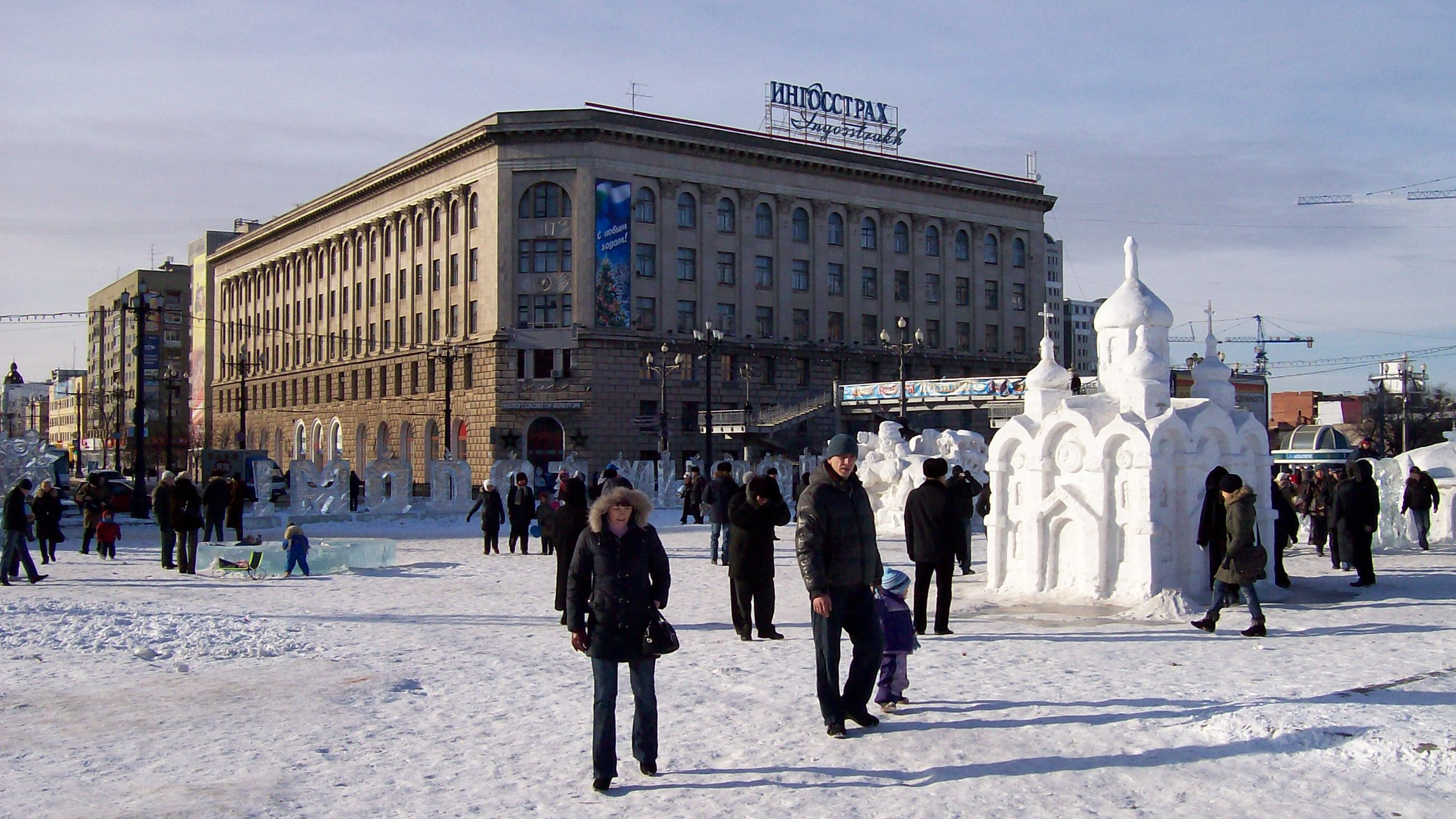
Scenario invernale nel capoluogo Chabarovsk.

I climi del Territorio di Chabarovsk ricadono quasi esclusivamente (ad eccezione delle alte quote nelle aree montuose) all'interno del dominio temperato freddo, pur con notevoli variazioni dovute alla vastità geografica e alla presenza di numerose ed elevate catene montuose. Una buona parte del territorio non conosce gli estremi rigori invernali che si osservano più ad ovest, nella Siberia centrale ed orientale, a causa dell'effetto mitigatore delle acque marine. Le temperature medie restano comunque molto basse su tutto il territorio, molto sotto la media delle altre regioni della Terra a parità di latitudine; questa anomalia termica negativa è dovuta alla posizione astronomica e geografica del territorio, posto all'estremità orientale della maggior massa continentale del pianeta, continuamente esposta in inverno alle masse d'aria di origine continentale.
Nel bassopiano meridionale il clima è simile a quello della Manciuria, contraddistinto da inverni estremamente freddi che si alternano a estati piuttosto calde e molto umide, condizionate dalle masse d'aria portate dal monsone asiatico. La città di Chabarovsk, posta presso il confine cinese, ha una temperatura media annua di circa 1 °C, oscillanti dai -22 °C di gennaio ai 21 °C di luglio; le precipitazioni sono scarse (circa 600 millimetri) e per buona parte concentrate nel periodo maggio-settembre.
Le zone costiere hanno un clima leggermente più moderato, posto sotto l'influenza, oltre che degli anticicloni continentali, anche delle masse d'aria fredda e umida di provenienza marittima; le precipitazioni sono più abbondanti che nell'interno e le temperature sono decrescenti con la latitudine; il porto di Sovetskaja Gavan', situato nel sud sullo stretto dei Tartari, ha temperature oscillanti dai -17 °C di gennaio ai 17 °C di agosto, mentre l'insediamento di Ochotsk nel nord registra, negli stessi mesi, valori medi di -22 °C e 13 °C.
La vasta sezione nordoccidentale, appartenente al bacino della Lena, ha un clima simile a quello del bassopiano jacuto; gli inverni sono estremamente rigidi, dominati dall'alta pressione russo-siberiana che porta stabilità atmosferica e forti inversioni termiche che favoriscono l'accumulo al suolo dell'aria fredda, mentre le estati sono tiepide e moderatamente piovose. L'insediamento di Ust'-Judoma, situato sulle sponde del fiume omonimo presso il confine con la Jacuzia, ha temperature medie mensili che oscillano dai -38 °C di gennaio ai 18 °C di luglio, con scarse precipitazioni (circa 350 mm).

## Popolazione
La popolazione del Territorio di Chabarovsk ammonta, secondo stime del 2014, a poco più di 1,3 milioni di abitanti, in forte calo rispetto al valore massimo di circa 1,6 milioni toccato negli anni '90. La densità di popolazione è dunque molto bassa, con un valore medio inferiore a 2 ab./km²; questo valore è però poco indicativo, dal momento che si ha una marcata concentrazione: più dell'80% della popolazione risiede infatti in aree urbane e le due maggiori città (Chabarovsk e Komsomol'sk-na-Amure, le uniche che superano i 100.000 abitanti) raccolgono da sole quasi i 2/3 della popolazione totale. Ne consegue che (non sorprendentemente, considerate le caratteristiche climatiche) la maggior parte del territorio è quasi completamente spopolata.
L'assoluta maggioranza della popolazione è costituita da russi (quasi il 90%) e altre nazionalità che componevano l'ex Unione Sovietica; pochissimi sono i rappresentanti delle popolazioni che abitavano la zona prima dell'arrivo dei colonizzatori russi: il maggior gruppo è quello degli hezhen (o nanai), che costituiscono circa lo 0,8% della popolazione.

## Geografia antropica

### Suddivisioni amministrative

#### Rajon
Il Territorio di Chabarovsk è suddiviso in 17 rajon (fra parentesi il capoluogo):
- Amurskij (Amursk)
- Ajano-Majskij (Ajan)
- Bikinskij (Bikin)
- Chabarovskij (Chabarovsk)
- Rajon imeni Lazo (Perejaslavka)
- Rajon imeni Poliny Osipenko (Selo imeni Poliny Osipenko)
- Komsomol'skij (Komsomol'sk-na-Amure)
- Nanajskij (Troickoe)
- Nikolaevskij (Nikolaevsk-na-Amure)

- Ochotskij (Ochotsk)
- Sovetsko-Gavanskij (Sovetskaja Gavan')
- Solnečnyj (Solnečnyj)
- Tuguro-Čumikanskij (Čumikan)
- Ul'čskij (Bogorodskoe)
- Vaninskij (Vanino)
- Verchnebureinskij (Čegdomyn)
- Vjazemskij (Vjazemskij)

#### Città
I centri abitati del Territorio di Chabarovsk che hanno lo status di città (gorod) sono 7 (in grassetto le città sotto la diretta giurisdizione regionale e non dipendenti da alcun rajon):
- Amursk
- Bikin
- Chabarovsk
- Komsomol'sk-na-Amure

- Nikolaevsk-na-Amure
- Sovetskaja Gavan'
- Vjazemskij

#### Insediamenti di tipo urbano
I centri urbani con status di insediamento di tipo urbano sono, al 2013, 18 (erano 24 fino al 2011):
- Čegdomyn
- Chor
- Ėl'ban
- Gornyj
- Korfovskij
- Lazarev

- Lososina
- Majskij
- Mnogoveršinnyj
- Muchen
- Novyj Urgal
- Ochotsk

- Oktjabr'skij
- Perejaslavka
- Solnečnyj
- Vanino
- Vysokogornyj
- Zavety Il'iča